# Tetrix qilianshanensis
Tetrix qilianshanensis är en insektsart som beskrevs av Zheng, Z. och Zhen-ning Chen 2000. Tetrix qilianshanensis ingår i släktet Tetrix och familjen torngräshoppor. Inga underarter finns listade i Catalogue of Life.